# Национальный военный флот Парагвая
Национальный военный флот Парагвая (исп. Armada Nacional de Paraguay) — род войск вооружённых сил Республики Парагвай, предназначенный для действий на водных путях страны.
Так как у Республики Парагвай нет выхода к морю, военный флот базируется и осуществляет операции в пределах речной системы страны: на реках Парана, Парагвай, Пилькомайо и других.

## История
После окончания Второй мировой войны и подписания в 1947 году в Рио-де-Жанейро Межамериканского договора о взаимной помощи военное и военно-техническое сотрудничество с США активизировалось. В начале 1970х гг. из США по программе военной помощи для военно-морских сил Парагвая был передан буксир "YTL-567".

## Организация
В соответствии с Приказом № 6 командующего флотом (Comando de la Armada, COMAR) от 7 апреля 1992 года, парагвайский военный флот имеет следующие структуры и подразделения:
- Quartel General — штаб-квартира;
- Prefectura General Naval (PGN) — штаб и управление;
- Defensa Fluvial (DF) — береговая охрана;
- Comando de la Flota de Guerra (COMFG) — флотилия артиллерийских кораблей;
- Comando de la Aviación Naval (COMAVAN) — авиация флота;
- Comando de Apoyo de Combate con el Comando de Transportes Navales (COAPCOM-COMTRANAV) — снабжение и транспорт;
- Comando de Infanteria de Marina (COMIM) — морская пехота;
- Comando de Institutos Navales de Enzecanza — учебное заведение флота;
- Dirección de Apoyo de Servicio (DIAPSER) — гидрографическая и навигационная служба;
- Dirección del Material Naval (DIRMAT) — материальное обеспечение и арсенал.

Общее количество военнослужащих (2000 год): 3850 человек (из них 600 человек — морская пехота, 200 — береговая охрана, 100 — авиация флота)

## Пункты базирования
- Баия-Негра (BNB, Base Naval de Bahia Negra) в верховьях реки Парагвай
- Сальто-дель-Гуайра (BNSG) в верховьях реки Парана
- Сьюдад-дель-Эсте (BNCE) на реке Парана
- Энкарнасьон (BNE) на реке Парана
- Итапиру (BNIP) в низовьях реки Парана
- Арсеналь-де-Марина (Пуэрто-Сахония) — база вертолётов флота
- Международный аэропорт Асунсьона — место базирования самолётов флота

## Боевой состав

### Военно-морской флот
| Тип                                | Бортовой номер    | Наименование      | В составе флота     | Состояние         | Примечания                                |
| Канонерские лодки                  | Канонерские лодки | Канонерские лодки | Канонерские лодки   | Канонерские лодки | Канонерские лодки                         |
| ---------------------------------- | ----------------- | ----------------- | ------------------- | ----------------- | ----------------------------------------- |
| канонерская лодка типа «Paraguay»  | C 1               | «Paraguay»        | с мая 1931 года     | в строю           | бывший «Comodoro Meyo»                    |
| Сторожевые корабли                 |                   |                   |                     |                   |                                           |
| артиллерийский катер               | P 01              | «Capitán Cabral»  | с 1908 года         | в строю           | бывший «Triunfo» бывший «Adolfo Riquelme» |
| минный тральщик типа «Bouchard»    | P 02              | «Nanawa»          | с 16 мая 1937 года  | в строю           | бывший ARA «Bouchard»                     |
| минный тральщик типа «Bouchard»    | P 04              | «Teniente Fariña» | с января 1964 года  | в строю           | бывший ARA «Comodoro Py»                  |
| сторожевой катер типа «Roraima»    | P 05              | «Itaipú»          | с 6 марта 1968 года | в строю           |                                           |
| сторожевой катер типа «Tzu Chiang» | P 06              | «Capitán Ortiz»   | с ноября 1994 года  | в строю           | бывший FABG 3                             |
| сторожевой катер типа «Tzu Chiang» | P 07              | «Teniente Robles» | с ноября 1994 года  | в строю           | бывший FABG 4                             |
| сторожевой катер типа «Yhaguy»     | P 08              | «Yhaguy»          | с 23 июня 1999 года | в строю           |                                           |
| сторожевой катер типа «Yhaguy»     | P 09              | «Tebicuary»       | с 23 июня 1999 года | в строю           |                                           |
| сторожевой катер типа P 07         | LP 07             | нет               | нет данных          | в строю           | бывший P 07                               |
| сторожевой катер типа P 07         | LP 08             | нет               | нет данных          | в строю           | бывший P 08                               |
| сторожевой катер типа P 07         | LP 09             | нет               | нет данных          | в строю           | бывший P 09                               |
| сторожевой катер типа P 07         | LP 10             | нет               | нет данных          | в строю           | бывший P 10                               |
| сторожевой катер типа P 07         | LP 11             | нет               | нет данных          | в строю           | бывший P 11                               |
| сторожевой катер типа LP 101       | LP 101            | нет               | нет данных          | в строю           |                                           |
| сторожевой катер типа LP 101       | LP 102            | нет               | нет данных          | в строю           |                                           |
| сторожевой катер типа LP 101       | LP 103            | нет               | нет данных          | в строю           |                                           |
| сторожевой катер типа LP 101       | LP 104            | нет               | нет данных          | в строю           |                                           |
| сторожевой катер типа LP 101       | LP 106            | нет               | нет данных          | в строю           |                                           |
| Десантные катера                   |                   |                   |                     |                   |                                           |
| десантный катер типа LCVP Mk.7     | EDVP 01           | нет               | нет данных          | в строю           |                                           |
| десантный катер типа LCVP Mk.7     | EDVP 02           | нет               | нет данных          | в строю           |                                           |
| десантный катер типа LCVP Mk.7     | EDVP 03           | нет               | нет данных          | в строю           |                                           |
| Вспомогательные корабли            |                   |                   |                     |                   |                                           |
| транспортный корабль типа          | нет               | «Guarani»         | нет данных          | в строю           |                                           |

- 12 малых патрульных катеров: LP 03, LP 07 — LP 11; LP 101 — LP 106;
- 2 транспортных судна: «Guarañá» и «Teniente Herreros» (T 1, бывший «Presidente Stroessner»);
- 3 десантных катера: EDVP 01, EDVP 02, EDVP 03;
- лихтер «Transchaco»;
- 4 буксира: «Triunfo» (R-4), «Angostura» (R-5), «Stella Polaris» (R-6), «Esperanza» (R-7);
- яхта «3 de Febrero» (бывшая «26 de Febrero»);
- земснаряд «Teniente Oscar Carreras Saguier» (O.C. Saguier) (DC-2);
- судно «Suboficial Rogelio Lesme» (S/O. R. Lesme) (LH-1);
- 4 рабочих катера D.A.N.-1 («Arsenal 1»), «Arsenal 2» (A 2), D.H.y N.-1, «Teniente Cabrera» (L 01).

Также к военному флоту приписаны следующие суда:
- 6 грузовых барж: CH-10, CH-2, CH-3, CH-7, CH-8, CH-1;
- плавучий док Dique Flotante (DF-1);
- плавучий кран Grea Flotante (G-1);
- 5 понтонов: PN 1 — PN 5.

Канонерская лодка «Humaitá» в 2003 году была превращена в корабль-музей.

### Авиация флота
Командование морской авиации (исп. Comando de la Aviación Naval, (COMAVAN))
- Вертолётная группа морской авиации (исп. Grupo Aeronaval de Helicópteros, (GAHE))
  - Escuadrilla de Helicópteros de Ataque (EHA)
  - Escuadrilla de Propósitos Generales (EPG)
- Морская авиационная группа общего назначения (исп. Grupo Aeronaval de Propósitos Generales, (GAPROGEN))
- Учебная группа морской авиации (исп. Grupo Aeronaval Entrenamiento, (GAEN))

| Обозначение формирования или части           | Вооружение и оснащение | Место расположения |
| -------------------------------------------- | ---------------------- | ------------------ |
| Вертолётная группа морской авиации           |                        |                    |
|                                              |                        |                    |
|                                              |                        |                    |
| Морская авиационная группа общего назначения | Cessna 310             |                    |
| Учебная группа морской авиации               | Cessna 150M            |                    |

### Морская пехота

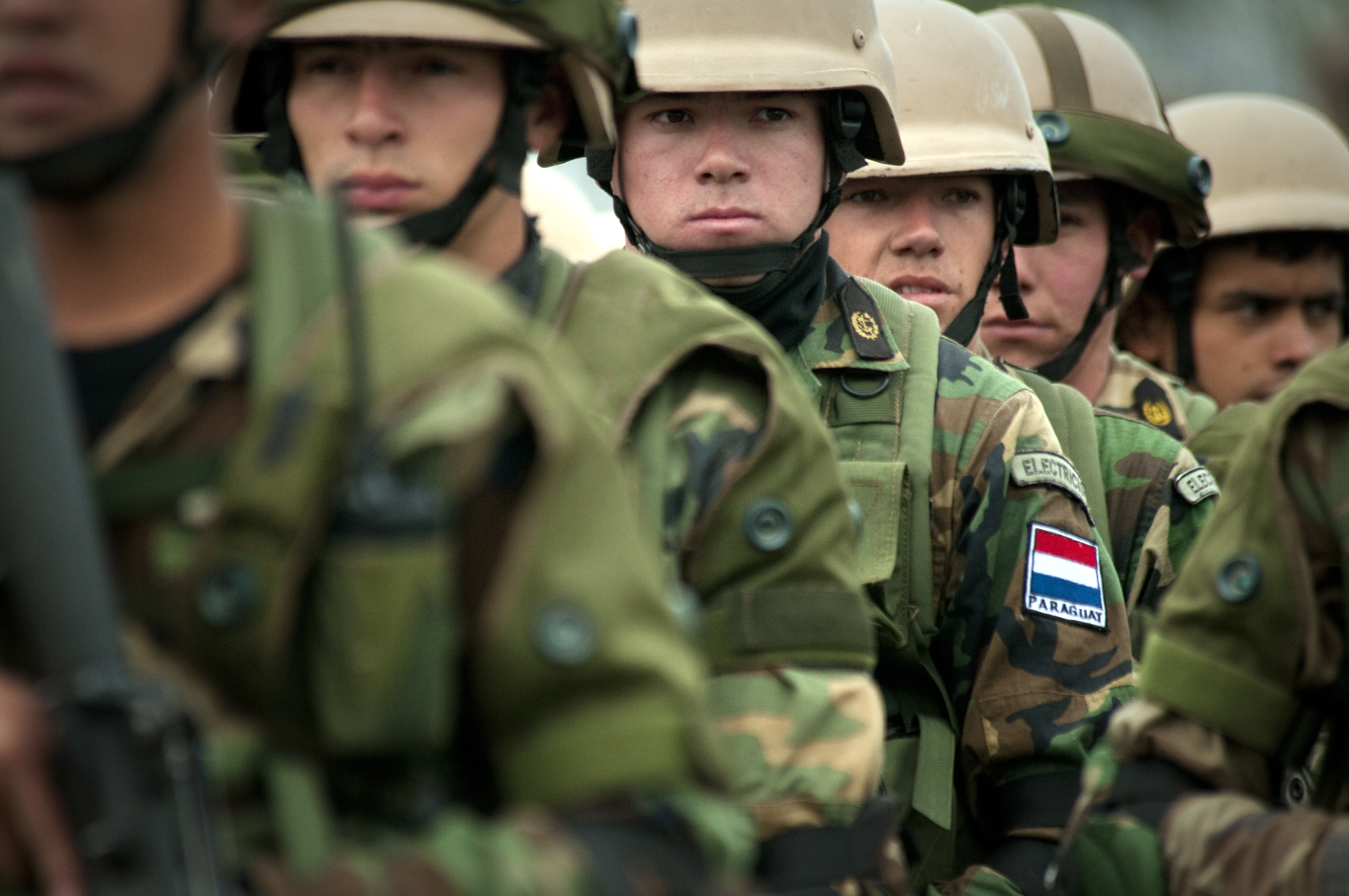
Парагвайские морские пехотинцы

Парагвайская морская пехота включает в себя штаб и штабную роту, три батальона морской пехоты, амфибийную диверсионно-десантную группу и батальон боевой поддержки.
Командования морской пехоты (исп. Comando de Infantería de Marina)
- Штаб (исп. Comando)
  - Штабная рота (исп. Campaña del Comando)
- 1-й батальон морской пехоты (исп. 1 Batallon de Infantería de Marina)
- 2-й батальон морской пехоты (исп. 2 Batallon de Infantería de Marina)
- 3-й батальон морской пехоты (исп. 3 Batallon de Infantería de Marina)
- Амфибийная диверсионно-десантная группа (исп. Agrupación de Comandos Anfibios)
- Батальон боевой поддержки (исп. Batallon de Apoyo de Combate)

## Техника и вооружение

### Авиация флота
Данные о технике и вооружении авиации флота Парагвая взяты со страницы журнала Aviation Week & Space Technology.
| Тип                               | Производство | Назначение            | Количество | Примечания                                                                  |          |
| Самолёты                          | Самолёты     | Самолёты              | Самолёты   | Самолёты                                                                    | Самолёты |
| --------------------------------- | ------------ | --------------------- | ---------- | --------------------------------------------------------------------------- | -------- |
| Cessna 150M                       | США          | общего назначения     | 2          |                                                                             |          |
| Cessna 210                        | США          | общего назначения     | 1          |                                                                             |          |
| Cessna 310                        | США          | общего назначения     | 2          |                                                                             |          |
| Cessna 401                        | США          | общего назначения     | 1          |                                                                             |          |
| Вертолёты                         |              |                       |            |                                                                             |          |
| Helicopteros do Brasil SA HB 350B | Бразилия     | многоцелевой вертолёт | 2          | французский вертолёт Eurocopter AS355F2 по лицензии производился в Бразилии |          |
| Hiller UH-12E                     | США          | многоцелевой вертолёт | 1          |                                                                             |          |

## Флаги кораблей и судов
| Флаг | Гюйс | Вымпел боевых кораблей |
| ---- | ---- | ---------------------- |
|      |      | нет данных             |

## Знаки различия

### Адмиралы и офицеры
| Категории               | Адмиралы     | Адмиралы      | Адмиралы | Старшие офицеры    | Старшие офицеры    | Старшие офицеры    | Младшие офицеры   | Младшие офицеры   | Младшие офицеры |
| ----------------------- | ------------ | ------------- | -------- | ------------------ | ------------------ | ------------------ | ----------------- | ----------------- | --------------- |
|                         | 30px         | 30px          | 30px     | 30px               | 30px               | 30px               | 30px              | 30px              | 30px            |
| Парагвайское звание     | '            | '             | '        | '                  | '                  | '                  | '                 | '                 | '               |
| Российское соответствие | Вице-адмирал | Контр-адмирал | нет      | Капитан 1-го ранга | Капитан 2-го ранга | Капитан 3-го ранга | Капитан-лейтенант | Старший лейтенант | Лейтенант       |

### Сержанты и матросы
| Категории               | Подофицеры     | Подофицеры | Подофицеры | Сержанты и старшины          | Сержанты и старшины | Сержанты и старшины | Сержанты и старшины | Матросы        | Матросы |
| ----------------------- | -------------- | ---------- | ---------- | ---------------------------- | ------------------- | ------------------- | ------------------- | -------------- | ------- |
|                         | 30px           | 30px       | 30px       | 30px                         | 30px                | 30px                | 30px                | 30px           | 30px    |
| Парагвайское звание     | '              | '          | '          | '                            | '                   | '                   | '                   | '              | '       |
| Российское соответствие | Старший мичман | Мичман     | нет        | Главный корабельный старшина | Главный старшина    | Старшина 1-й статьи | Старшина 2-й статьи | Старший матрос | Матрос  |